# Международная федерация по автоматическому управлению
Международная федерация по автоматическому управлению (ИФАК) — многонациональная федерация из 52 национальных организаций-членов (NMO), каждая из которых представляет инженерные и научные общества, связанные с автоматическим управлением в своей собственной стране. Основана в сентябре 1957 года.
Целью Федерации является популяризация науки и технологии управления в самом широком смысле во всех системах, будь то, например, инженерные, физические, биологические, социальные или экономические, и в теории, и в применении. ИФАК также рассматривает влияние технологии управления на общество.
ИФАК преследует свои цели путём организации технических совещаний, публикациями, и любым другим способом в соответствии с её собственной конституцией.
Международные Всемирные конгрессы проводятся каждые три года. В период между съездами, ИФАК выступает спонсором многих симпозиумов, конференций и семинаров, посвященных отдельным аспектам автоматического управления.
ИФАК официально издаёт журналы Automatica, Control Engineering Practice, Annual Reviews in Control, Journal of Process Control, Engineering Applications of Artificial Intelligence и Journal of Mechatronics.